# Ťiang Čao-che
Ťiang Čao-che (蒋兆和 9. května 1904 – 15. dubna 1986) byl čínský malíř, významný především jako inovátor v oblasti figurální malby, prostředkující do čínské malby západní vlivy. Od roku 1927 přednášel na univerzitě v Nankingu, od roku 1937 v Pekingu. Jeho malby se vyznačují vysokou sociální citlivostí, v rozporu s dosavadní domácí malířskou tradicí se často zabývá tématem utrpení.